# Genouilly (Cher)
Genouilly – miejscowość i gmina we Francji, w Regionie Centralnym, w departamencie Cher.
Według danych na rok 1990 gminę zamieszkiwały 762 osoby, a gęstość zaludnienia wynosiła 22 osoby/km² (wśród 1842 gmin Regionu Centralnego Genouilly plasuje się na 508. miejscu pod względem liczby ludności, natomiast pod względem powierzchni na miejscu 248.).